# Taps
Taps är den amerikanska benämningen på ett kort stycke som spelas vid skymning och vid begravningar, särskilt av den amerikanska militären. Stycket spelas ofta på bygelhorn eller trumpet. (Den svenska motsvarigheten är inte tapto utan snarare signal solenne.)
"Butterfield's Lullaby" som skrevs under inbördeskriget är den vanligaste melodin som används för taps idag  ("Butterfields vaggvisa") eller, från stycket första fras, "Day is Done" ("Dagen är över").

"Taps" (i C)